# بیمه اموال
بیمه اموال (به انگلیسی: Property insurance) در این بیمه موضوع تعهد بیمه‌گر، جبران خسارت وارده (مانند آتش‌سوزی، زمین‌لرزه و سیل) به دارایی‌های مورد بیمه مانند اموال، خانه، دارایی‌ها، حیوانات یا محصولات کشاورزی می‌باشد.
مهم‌ترین ویژگی این بیمه سرشت خسارتی (چون با اموال شخص یا بیمه‌گزار ارتباط دارد) آن می‌باشد، که بیمه نباید منشأ پیدایش سود برای بیمه‌گذار گردد و بیمه‌گر فقط متعهد جبران خسارت وارده و پرداخت زیان مالی ناشی از حادثه به بیمه‌گذار می‌باشد. بیمه‌گذار زیان‌دیده نمی‌تواند خسارتی بیش از حد واقعی دریافت نموده و به لحاظ مالی وضعیتی بهتر از زمان قبل از بروز حادثه را کسب نماید. از مهم‌ترین رشته‌های بیمه اموال باید از بیمه آتش‌سوزی، اتومبیل، باربری و بیمه محصولات کشاورزی را نام برد.

## انواع بیمه‌های اموال

### بیمه‌های آتش‌سوزی
بیمه‌های آتش‌سوزی به سه نوع: مسکونی، صنعتی و غیر صنعتی تقسیم می‌شوند. بیمه‌گر در مقابل دریافت وجهی که حق بیمه نامیده می‌شود، متعهد می‌گردد که زیان‌های مالی بیمه‌گذار را برای اموال بخصوصی که مشخص گردیده و اموال بیمه شده نامیده می‌شود، در مدت معین، بر اثر خطر آتش‌سوزی یا خطرهای دیگر که بیمه شده‌اند، جبران کند.

### بیمه باربری
بیمه‌گر تعهد می‌کند که خسارت‌های وارد شده به اموال بیمه شده را در هنگام بارگیری، حمل و تخلیه جبران کند. مهم‌ترین انواع بیمه‌های باربری عبارتند از:
- بیمه حمل و نقل دریایی
- بیمه حمل و نقل زمینی

#### بیمه حمل و نقل دریایی
قراردادی است که یک طرف آن (بیمه‌گر) با دریافت حق بیمه از طرف دیگر (بیمه‌گذار) تعهدی را به نفع او یا به نفع شخص ثالث قبول می‌کند. این تعهد در صورت وقوع خطر برای مورد بیمه شده انجام می‌شود، مشروط بر آنکه خطر مزبور به مناسبت کشتیرانی یا حمل و نقل دریایی تحقق یابد.

#### بیمه حمل و نقل زمینی
بیمه‌گذار برای حفظ سرمایه خود در ادامه مسیر در خشکی باید بیمه باربری تهیه کند. بیمه حمل و نقل کالا در خشکی، مکمل بیمه حمل دریایی است و پوشش‌های بیمه‌ای مشابه دارد.

### بیمه‌های اتومبیل
بیمه‌گر تعهد می‌کند، که خسارت‌های وارده به وسیله نقلیه بیمه شده و غرامت جانی ناشی از حادثه را جبران و به بیمه‌شده پرداخت نماید. به‌طور کلی گروه بیمه اتومبیل جبران‌کننده خسارت‌های ناشی از حوادث رانندگی از جمله تصادف، آتش‌سوزی و سرقت به اتومبیل مورد بیمه، سرنشینان آن و اشخاص ثالث می‌باشد. علاوه بر موارد فوق شکست شیشه اتومبیل، دفاع از حقوق بیمه‌گزار در مراجع دادگستری و مراجعه به مسئول خسارت، توقف اتومبیل خسارت دیده در مدت تعمیر نیز با دریافت حق‌بیمه اضافی قابل بیمه شدن می‌باشد.
خسارت‌هایی که در اثر حوادث اتومبیل متوجه اشخاص ثالث می‌شود به موجب بیمه‌نامه شخص ثالث مورد تأمین قرار می‌گیرد. بیمه شخص ثالث جنبه اجباری دارد و تابع قانون و مقررات خاص خود می‌باشد؛ بنابراین این گروه بیمه را می‌توان به سه گروه زیر تقسیم کرد: پوشش بیمه بدنه اتومبیل نگرانی‌های بیمه‌گزاران (دارندگان این وسائل) در مورد حوادثی که منجر به آسیب دیدن اتومبیل آن‌ها و ایجاد هزینه‌های پرداخت خسارت می‌گردد را کاهش می‌دهد یا از میان می‌برد. در بیمه‌های بدنه بیمه‌گزار در مقابل پرداخت مبلغی به عنوان حق بیمه در صورت آسیب دیدن اتومبیل خود بخاطر خطرات تحت پوشش مبلغی را به عنوان خسارت دریافت خواهد کرد.

### بیمه کشتی
بیمه‌گر تعهد می‌کند که خسارت‌های وارده به بدنه و تجهیزات کشتی، همچنین هزینه‌های نجات و سهم مالک کشتی را در حدودی که در بیمه‌نامه مشخص می‌شود، پرداخت نماید.

### بیمه هواپیما
این نوع بیمه، پوشش‌های مورد نیاز بیمه‌گذاران را در قبال خطرات مربوط به هواپیما مانند مالکیت، اداره، تعمیر و نگهداری یا فروش ارائه می‌دهد. بیمه هواپیما نیز مانند بیمه اتومبیل در صورت بروز حادثه، هم خسارات مالی به وسیله نقلیه و هم خسارات مالی و جانی وارد به افراد ثالث را شامل می‌شود.

### بیمه مهندسی
بیمه‌گر در چارچوب شرایط بیمه‌نامه مهندسی تعهد می‌کند که خسارتها یا زیان‌های ناشی از حوادث سازه‌ها یا ماشین‌آلاتی را که مسئولیت طراحی، ساخت، نصب، تعمیر یا نگهداری آن‌ها بر عهده مهندسان بوده‌است، جبران کند. این رشته بیمه با توجه به کاربردهای گوناگون آن، از تنوع زیادی برخوردار می‌باشد.

### بیمه پول
بیمه‌گر در چارچوب شرایط بیمه‌نامه پول تعهد می‌کند، که زیان‌های ناشی از حوادث به پول موجود در صندوق یا پول در حال جابجایی را جبران کند. به‌طور کلی بیمه پول، به دو رشته: بیمه پول در گردش و پول در صندوق تقسیم می‌شود.

### بیمه نفت و انرژی
در بیمه نفت و انرژی، ریسک‌های شرکت‌های نفتی، در بخش‌های مختلف و زیان‌های ناشی از عدم سود و بهره‌وری بر اثر توقف عملیات، پوشش داده می‌شود.
فعالیت این رشته بیمه معمولاً به سه بخش آتش‌سوزی نفت و انرژی، مهندسی نفت و انرژی، و مسئولیت نفت و انرژی تقسیم می‌شود.

### بیمه‌های مسئولیت
بیمه‌گر در این بیمه تعهد می‌کند، که خسارت‌هایی را که بیمه‌گذار به‌طور ناخواسته، به اموال و مسئولیت ثالث وارد می‌کند و مسئول جبران آن‌ها شناخته می‌شود، پرداخت نماید.
بیمه مسئولیت متصدیان حمل و نقل، بیمه مسئولیت‌های حرفه‌ای (پزشکان، دامپزشکان، پیراپزشکان، وکلا، مهندسان و غیره)، بیمه مسئولیت کارفرما در قبال کارکنان، بیمه مسئولیت (تولیدکنندگان) محصول، بیمه مسئولیت سازندگان ابنیه، بیمه مسئولیت اماکن عمومی و تفریحی (هتل، سینما، استخر، پارک و غیره) و سایر انواع مسئولیت‌های مدنی، از انواع این رشته بیمه است.